# Marcin Brzeziński
Marcin Mariusz Brzeziński (Varsavia, 6 gennaio 1984) è un canottiere polacco, campione iridato nel quattro senza ai mondiali di Linz 2019.

## Biografia
Ha rappresentato la Polonia a quattro edizioni consecutive dei Giochi olimpici estivi raccogliendo il quinto posto a Pechino 2008 e Rio de Janeiro 2016 e il settimo posto a Londra 2012 nell'otto e il settimo posto a Tokyo 2020 nel quattro senza.
Ai campionati del mondo di canottaggio di Linz 2019 ha vinto la medaglia d'oro, gareggiando con Mateusz Wilangowski, Mikołaj Burda e Michał Szpakowski, precedendo sul podio gli equipaggi di Romania e Gran Bretagna.

## Palmarès
- Giochi olimpici

Pechino 2008: 5º nell'otto;
Londra 2012: 7º nell'otto;
Rio de Janeiro 2016: 5º nell'otto;
Tokyo 2020: 7º nel quattro senza.
- Mondiali

Amsterdam 2014: bronzo nell'otto
Linz 2019: oro con quattro senza
- Europei

Atene 2008 : bronzo nell'otto.
Brest 2009 : oro nell'otto.
Montemor-o-Velho 2010 : argento nell'otto.
Plovdiv 2011: oro nell'otto.
Varese 2012: oro nell'otto.
Siviglia 2013 : argento nell'otto.
Račice 2017 : argento nell'otto.
Lucerna 2019: argento nel quattro senza.
Poznań 2020: bronzo nel quattro senza.